# Santa Fe de Guadalupe
Santa Fe de Guadalupe är en ort i Mexiko.   Den ligger i kommunen Silao de la Victoria och delstaten Guanajuato, i den centrala delen av landet, 300 km nordväst om huvudstaden Mexico City. Santa Fe de Guadalupe ligger 1 803 meter över havet och antalet invånare är 326.
Terrängen runt Santa Fe de Guadalupe är platt åt sydväst, men åt nordost är den kuperad. Runt Santa Fe de Guadalupe är det tätbefolkat, med 257 invånare per kvadratkilometer. Närmaste större samhälle är Silao, 6,5 km sydost om Santa Fe de Guadalupe. Trakten runt Santa Fe de Guadalupe består till största delen av jordbruksmark.